# Астероксилон
Астероксилон (лат. Asteroxylon, от греч. aster — звезда и xylon — дерево) — одно из древнейших ископаемых сухопутных растений, найденное в 1913 году в древнем красном песчанике Шотландии (нижний девон).
Астероксилон ранее относили к риниофитам, сейчас относят к плауновидным. Растение состояло из корневища, не имевшего ни листьев, ни корней; последние физиологически замещались разветвлениями корневища; от корневища отходили воздушные стебли, с многочисленными мелкими листьями. Часть сосудисто-волокнистого пучка, по которой проходит восходящий ток воды (ксилема), имеет на поперечном разрезе воздушного стебля вид звезды, откуда и название растения.